# Diocesi di Wabag
La diocesi di Wabag (in latino Dioecesis Uabagana) è una sede della Chiesa cattolica in Papua Nuova Guinea suffraganea dell'arcidiocesi di Mount Hagen. Nel 2023 contava 79.650 battezzati su 454.805 abitanti. La sede è vacante, in attesa che il vescovo eletto Justin Ain Soongie ne prenda possesso.

## Territorio
La diocesi comprende la provincia di Enga sull'isola di Nuova Guinea.
Sede vescovile è la città di Wabag. A Sangurap, presso Wabag, si trova la cattedrale del Buon Pastore.
Il territorio è suddiviso in 18 parrocchie.

## Storia
La diocesi è stata eretta il 18 marzo 1982 con la bolla Universae ecclesiae di papa Giovanni Paolo II, ricavandone il territorio dalla diocesi di Mount Hagen, che contestualmente è stata elevata ad arcidiocesi metropolitana.

## Cronotassi dei vescovi
Si omettono i periodi di sede vacante non superiori ai 2 anni o non storicamente accertati.
- Hermann Raich, S.V.D. † (8 marzo 1982 - 30 giugno 2008 ritirato)
- Arnold Orowae † (30 giugno 2008 succeduto - 27 dicembre 2024 deceduto)
- Justin Ain Soongie, dal 7 luglio 2025

## Statistiche
La diocesi nel 2023 su una popolazione di 454.805 persone contava 79.650 battezzati, corrispondenti al 17,5% del totale.
| anno | popolazione | popolazione | popolazione | presbiteri | presbiteri | presbiteri | presbiteri                | diaconi | religiosi | religiosi | parrocchie |
| anno | battezzati  | totale      | %           | numero     | secolari   | regolari   | battezzati per presbitero | diaconi | uomini    | donne     | parrocchie |
| ---- | ----------- | ----------- | ----------- | ---------- | ---------- | ---------- | ------------------------- | ------- | --------- | --------- | ---------- |
| 1990 | 56.275      | 198.000     | 28,4        | 21         |            | 21         | 2.679                     |         | 32        | 16        | 16         |
| 1999 | 64.000      | 250.000     | 25,6        | 18         | 5          | 13         | 3.555                     |         | 24        | 24        | 16         |
| 2000 | 65.000      | 250.000     | 26,0        | 21         | 6          | 15         | 3.095                     |         | 30        | 24        | 16         |
| 2001 | 66.000      | 251.000     | 26,3        | 20         | 5          | 15         | 3.300                     |         | 24        | 23        | 16         |
| 2002 | 67.000      | 252.000     | 26,6        | 21         | 8          | 13         | 3.190                     |         | 21        | 21        | 16         |
| 2003 | 68.000      | 260.000     | 26,2        | 18         | 4          | 14         | 3.777                     |         | 23        | 22        | 16         |
| 2004 | 69.000      | 260.000     | 26,5        | 21         | 4          | 17         | 3.285                     |         | 25        | 25        | 16         |
| 2010 | 76.000      | 370.000     | 20,5        | 24         | 8          | 16         | 3.166                     |         | 22        | 15        | 16         |
| 2014 | 73.530      | 452.596     | 16,2        | 22         | 11         | 11         | 3.342                     |         | 20        | 31        | 16         |
| 2017 | 75.947      | 456.002     | 16,7        | 27         | 16         | 11         | 2.812                     |         | 23        | 24        | 17         |
| 2020 | 79.385      | 462.834     | 17,2        | 26         | 19         | 7          | 3.053                     |         | 19        | 22        | 18         |
| 2022 | 81.687      | 466.435     | 17,5        | 25         | 17         | 8          | 3.267                     |         | 27        | 22        | 18         |
| 2023 | 79.650      | 454.805     | 17,5        | 23         | 16         | 7          | 3.463                     |         | 24        | 22        | 18         |